# Antioch (Tennessee)
Pour les articles homonymes, voir Antioch.
Antioch est une ville de banlieue de Nashville dans le Tennessee, située à environ 12 miles au sud-est du centre ville. Sa population était de 97 372 habitants en 2020.